# A klón (teleregény, 2010)
A klón (eredeti cím: El clon) 2010-ben készült amerikai teleregény, amit Gloria Pérez alkotott. A főbb szerepekben Mauricio Ochmann, Sandra Echeverría, Saúl Lisazo, Roberto Moll és Géraldine Zivic látható.
Amerikában a Telemundo 2010. február 15-én, Magyarországon a Story4 mutatta 2011. január 4-én.

## Történet
|  | Alább a cselekmény részletei következnek! |

Lucas és Diego Ferrer (Mauricio Ochmann) egypetéjű ikrek. Bár külsőleg egyformák mégis jellemük teljesen más. Diego szereti falni a nőket, míg Lucas inkább arról álmodozik, hogy zenész lehessen. Mindketten apjukkal Leonardoval (Saúl Lisazo) élnek, aki egy gazdag özvegyember, felesége nagyon régen meghalt. Éppen apjuk irodájában vannak, aki kiosztja rájuk milyen feladatokat szán nekik a cégben. Amikor jön egy telefon, amit Diego vesz fel, és ekkor tudják meg apjuknak új barátnője van. A család legjobb barátja, Dr. Augusto Albieri (Roberto Moll) aki éppen klónozással foglalkozik, és sikert könyvelhet el, ugyanis állatokat sikeresen klónozott. Embereket nem ugyanis azt a törvény bünteti.
Jade Mebárak (Sandra Echeverría) egy kedves fiatal muzulmán lány. Vallása elég sok mindent előír és meg is tilt neki. Anyjával lakik az Egyesült Államokban, távol a gyökereitől. Egyik nap Jade anyja meghal, és a lány egyedül marad. Viszont a legközelebbi rokona a nagybátyja Alí (Daniel Lugo), aki Marokkóban él, így a lány odautazik. Itt szembesülnie kell, a vallásával amit szigórúan be kell tartania. Ami a legjobban megdöbbenti azaz, hogy a férfiaknak itt négy feleségük is lehet. Ő viszont, nem szeretne osztozni, jövendőbeli férjén, és nem szeretne szerelem nélkül házasodni sem. Márpedig nagybátyja eltökélt szándéka, hogy vesz neki egy férjet. És ezt a lánynak, el kell fogadnia.
Leonardo és a családja is, üzleti ügyben Marokkóba jönnek. Itt szeretné bemutatni, fiainak az új barátnőjét is. Mivel a fiúk jóval apjuk előtt érkeznek meg Augustoval, így Diego máris kihasználja a helyzetet. A vacsoránál ugyanis betoppan egy szőke, vörös ruhás nő is, akivel azonnal szeretkeznek is. Másnap megérkezik Leonardo is és bemutatja az új barátnőt Christinát (Géraldine Zivic). Diego döbbenten látja, hogy a nő nem más mint az akivel, tegnap este szeretkezett. Bár kettejük közül Diego nem tudja leplezni idegességét, és ezt sem apja sem testvére nem érti. Amint félrevonul, azonnal elmondja testvérének, hogy apja barátnőjével szexelt tegnap este. És szeretné elmondani apjának de végül mégse teszi. Közös ebéd amit terveztek négyesben meghiúsul.
Lucas Augustoval elmegy Ali házába, mert barátok és van egy közös üzleti ügyük is. Mivel nincs tisztában az itteni szokásokkal, elkezd nézelődni a hatalmas házban. És véletlenül rátalál arra a helyre ahol Jade éppen hastáncol egy gyönyörű ruhában. Az első pillantásra megtetszik neki a lány, és a lánynak úgyszintén a fiú. De a hatalmas sikongatások miatt azonnal távozniuk kell, hiszen megszegte a helyi előírásokat akaratán kívül. Közben Diegot csak egy dolog érdekli, egy percre sem akarja egyedül hagyni apját Christinával hiszen tudja, hogy egy könnyűvérű nő, aki csak a pénz miatt van vele, így elmennek együtt hármasban tevegelni a sivatagba.
Itt Diego ultimátumot ad Cristinának vagy bevall mindent vagy ő maga teszi meg. Amikor visszatérnek Leonardo kérdőre vonja a fiát mitől viselkedik furcsán, Diego dühében kitálal bár Cristina eleinte tagad de végül elismeri. Ennek hatására Leonardo kidobja Cristinát, Diego pedig hazatér az államokba. Amikor Leonardo is visszatér a viszonyuk már soha nem lesz a régi, egyik nap Diego helikopter balesetet szenved és meghal. Cristina egyik barátnője Dora gyereket szeretne, de mivel barátja steril így a lány Dr. Albieri klinikáján vállal mesterséges megtermékenyítést. De Albieri Lucas DNS-ét használja fel amiről nem szól senkinek. Másnap elvégzik a beültetést, és senki nem tud a klónozásról csak Albieri. Kilenc hónap elteltével Dora életet ad a Klónnak aki nem más mint Lucas másolata. A bonyodalmak akkor kezdődnek amikor Jade, Lucas és A Klón találkoznak...
|  | Itt a vége a cselekmény részletezésének! |

## Szereplők
| Szerep                                   | Színész               | Magyar hang       | Leírás |
| ---------------------------------------- | --------------------- | ----------------- | --- |
| Diego Ferrer                             | Mauricio Ochmann      | Crespo Rodrigo    | Lucas ikertestvére, Leonardo második fia, szerelmes Marisába, Cristina szeretője volt, balesetben meghal.                                     |
| Lucas Ferrer                             | Mauricio Ochmann      | Posta Victor      | Szerelmes Jade-be, Leonardo fia, Marisa volt férje, Natalia apja, végül Jade mellett marad.                                                   |
| Daniel «A klón» Padilla                  | Mauricio Ochmann      | Posta Victor      | Dora fia és Doña Stella unokája. |
| Jade Mebárak de Hashim / de Ferrer       | Sandra Echeverría     | Kiss Virág        | Ali unokahúga, Latiffa unokatestvére, szerelmes Lucasba, Said volt felesége és Khadija anyja. Végül Lucas mellett marad.                      |
| Leonardo Ferrer                          | Saúl Lisazo           | Szersén Gyula     | Lucas és Diego apja, Natalia nagyapja és Marisa apósa, amikor hozzámegy Lucashoz.                                                             |
| Maria Luisa "Marisa" Antonelli de Ferrer | Roberto Moll          | Kassai Károly     | Tudós, Lucas és Diego keresztapja, Daniel "A Klón" "alkotója", Luisa férje.                                                                   |
| Christina Miranda                        | Géraldine Zivic       | Spilák Klára      | Szerelmes Leonardóba. Viszonya volt Diegóval, Dora és Vicky legjobb barátjával, végül ikergyermekeket szül Leonardónak.                       |
| Maria Luisa "Marisa" Antonelli de Ferrer | Andrea López          | Orosz Helga       | Szerelmes Diegóba, de amikor a férfi meghal, feleségül megy Lucashoz, Natalia anyjához. Később Said szeretője lesz.                           |
| Saíd Hashim                              | Juan Pablo Raba       | Varga Gábor       | Mohamed és Nazira testvére, Jade volt férje, Khadija apja, Zamira és Amin nagybátyja, Marisa szeretője.                                       |
| Alí Mebárak                              | Daniel Lugo           | Rosta Sándor      | Jade és Latiffa nagybátyja. Végül feleségül veszi Zoraidát.                                                                                   |
| Zein                                     | Tiberio Cruz          |                   | Az új klub tulajdonosa, Said barátja szerelmes Jade-be, és feleségül veszi, de aztán elválnak.                                                |
| Abdul Hashim                             | Carlos Barbosa Romero | Kajtár Róbert     | Nazira, Mohamed és Said nagybátyja, Zamira, Amin és Khadijah nagybátyja.                                                                      |
| Rosa mama                                | Lucya Martínez        | Illyés Mari       | Nana de Diego, Lucas, Natalia, Los Ferrer háztartási alkalmazottja.                                                                           |
| Zoraida de Mebárak                       | Luz Stella Luengas    | Zsurzs Kati       | Ali szolgája, Jade és Latiffa nagy bizalmasa. Feleségül megy Alihoz.                                                                          |
| Mohámed Hashim                           | Mijail Mulkay Bordon  | Maday Gábor       | Said és Nazira testvére, Latiffa férje, Jade sógora, Zamira és Amin apja, Khadija nagybátyja.                                                 |
| Luisa de Albieri                         | Adriana Romero        | Bertalan Ágnes    | Albieri titkárnője és felesége, Alicia nagynénje.                                                                                             |
| Nazira Hashim                            | Andrea Montenegro     | Makay Andrea      | Mohamed és Said nővére, Zamira, Amin és Khadijah nagynénje. Végül Pablo mellett marad.                                                        |
| Latiffa Mebárak de Hashim                | Carla Giraldo         | Vadász Bea        | Jade unokatestvére, Ali unokahúga, Mohammed felesége, Zamira és Amin anyja, Khadijah nagynénje.                                               |
| Dora Encarnación Padilla                 | Indhira Serrano       | Törtei Tünde      | Daniel "A Klón" édesanyja, Doña Stella lánya, Cristina és Vicky legjobb barátnője, valamint Osvaldo volt felesége.                            |
| Osvaldo Medina                           | Pedro Telémaco        | Megyeri János     | Dora volt férje. Végül börtönbe kerül. |
| Raúl Escobar                             | Cristian Tappan       | Szokol Péter      | Albieri munkatársa, Fernando apja és Clara férje. Alicia szeretője volt.                                                                      |
| Natalia Ferrer Antonelli                 | Laura Perico          | Nagy Katica       | Lucas és Marisa lánya, Leonardo unokája, szerelmes Alejandróba, akitől gyermeke születik, majd drogfüggővé válik.                             |
| Alejandro "Snake" Cortez                 | Roberto Manríque      | Széles Tamás      | Gloria fia, Natalia barátja, akivel egy közös fia van.                                                                                        |
| Gloria                                   | Linda Lucia Callejas  | Farkasinszky Edit | Alejandro anyja. |
| Vicky                                    | Estefanía Gómez       | Szabó Gertrúd     | Albieri asszisztense. |
| Lucía del Valle                          | Mónica Uribe          | Kerekes Andrea    | Roberto felesége, Andrea édesanyja. |
| Roberto del Valle                        | Didier van der Hove   | Czvetkó Sándor    | Lucía férje, Andrea apja. |
| Karla Pérez                              | Sara Corrales         | Dögei Éva         | Alejandro volt barátnője. Van egy fia Robertótól.                                                                                             |
| Alicia                                   | Sandra Beltrán        | Mezei Kitty       | Luisa unokahúga, Albierivel dolgozik, Clara ellensége, Escobar és Pablo volt barátnője.                                                       |
| Fernando Escobar                         | Juan David Agudelo    | Előd Botond       | Raul és Clara fia, Natalia és Paula barátja, drogfüggővé válik.                                                                               |
| Jadiya Hashim                            | Valeria Chagui        | Kiss Bernadett    | Jade és Said lánya. Utálja Raniát. |
| Enrique                                  | Abel Rodríguez        | Juhász Zoltán     | Leonardo legjobb barátja. Alkoholproblémái vannak, meghal, amikor Said véletlenül megmérgezi őt, azzal a szándékkal, hogy megmérgezze Lucast. |
| Norma                                    | Magdiel Rojas         | Téglás Judit      | |

## Érdekesség
- Sandra Echeverría és Mauricio Ochmann már dolgoztak együtt korábban a Marina című sorozatban.

## Előző verzió
- Ez a sorozat a brazil O Clone (A klón) remake-je, Telemundro módra.

## Dalok
- Mario Reyes "The Gipsy Man" & Sandra Echeverría: El Velo Del Amor (Főcímdal)
- Mario Reyes "The Gipsy Man": Ana Baddy (Jade és Lucas dala)
- Mario Reyes "The Gipsy Man" & Carol Samaha: Laily Lail (Jade és Said dala)
- Mario Reyes "The Gipsy Man": Quedate Conmigo (Leonardo és Christina dala)
- Mario Reyes "The Gipsy Man": Habibi Kilo Kilo (Diego és Christina dala)
- Mario Reyes "The Gipsy Man": Ma Titrikny (Gyakori dal szereplőtől független)
- Maury Rodriguez: Amor Verdadero (Táncoknál szóló dal)
- Mario Reyes "The Gipsy Man": Mustafa (Nazira, Samira, Amin és Jadiya dala)
- Mario Reyes "The Gipsy Man" & Malikah & Gerson: Yo Quiero Mas (Gyakori dal szereplőtől független)
- Mario Reyes "The Gipsy Man": "Habibi Leh" (Latiffa és Mohamed dala)

## Díjak és jelölések

### People en Español 2010
| Kategória                   | Személy                            | Eredmény |
| --------------------------- | ---------------------------------- | -------- |
| Legjobb telenovella         | Hugo León Ferrer                   | Jelölt   |
| Legjobb újrafordítás        | Hugo León Ferrer                   | Nyertes  |
| Legjobb férfi főszereplő    | Mauricio Ochmann                   | Jelölt   |
| Az év legjobb felfedezettje | Sandra Echeverría                  | Jelölt   |
| Legjobb páros               | Sandra Echeverría Mauricio Ochmann | Jelölt   |

## Szinkronstáb
- Főcím, stáblista felolvasása: Korbuly Péter
- Magyar szöveg: Barabás Orsolya, Csorján Melinda
- Hangmérnök: Solti Ferenc
- Gyártásvezető: Gémesi Krisztina
- Szinkronrendező: Árvai Kiss Virág
- Megrendelő: MPM

## Fordítás
- Ez a szócikk részben vagy egészben  az   El Clon című spanyol Wikipédia-szócikk fordításán alapul.  Az eredeti cikk szerkesztőit annak laptörténete sorolja fel. Ez a jelzés csupán a megfogalmazás eredetét és a szerzői jogokat jelzi, nem szolgál a cikkben szereplő információk forrásmegjelöléseként.